# Квітка на камені
«Квітка на камені» (рос. Цветок на камне) — український радянський художній фільм-розповість з трьох історій режисерів Сергія Параджанова та Анатолія Слісаренка 1962 року. Знятий на кіностудії імені Олександра Довженка. Первинна назва — «Так ніхто не кохав».
Під час зйомок фільму отримала смертельні травми актриса Інна Бурдученко. 
Перша історія фільму — оповідь про кохання у невеликому шахтарському містечку, яке будується у донецькому степу. Молодий шахтар Григорій закоханий у Люду, комсорга місцевого підприємства, але не наважується зробити перший крок.
Друга історія про скромну дівчину, яка приїхала в це ж містечко. Дівчина потрапила в місцеву секту, вибратися з якої змогла завдяки допомозі місцевого хлопця.
Третя історія розповідає про кам'яну квітку, що була принесена цареві Петру і згоріла у нього в руках.

## В ролях
- Борис Дмоховський — Варченко
- Григорій Карпов — Грива
- Людмила Черепанова — Люда
- Інна Кирилюк (Бурдученко) — Христина
- Георгій Епіфанцев — Загорний
- Михайло Названов — Заброда
- Дмитро Франько — Чмих
- Борислав Брондуков — Ковальов (перша роль у кіно),
- В епізодах: Володимир Бєлокуров, Олександр Гай, Анатолій Соловйов, Василь Яременко, Валентин Черняк, В. Берошвілі, Іван Симоненко, Віктор Степаненко
- У фільмі брали участь шахтарі Донецької області